# Instituto Atlético Central Córdoba 2011-2012
Questa voce raccoglie le informazioni riguardanti il Instituto Atlético Central Córdoba nelle competizioni ufficiali della stagione 2011-2012.

## Rosa
| N. |                      | Ruolo | Calciatore           |
| -- | -------------------- | ----- | -------------------- |
|    | Argentina (bandiera) | P     | Julio Chiarini       |
|    | Argentina (bandiera) | P     | Rodrigo Cervetti     |
|    | Argentina (bandiera) | P     | Matías Vega          |
|    | Argentina (bandiera) | D     | Alejandro Alemandi   |
|    | Argentina (bandiera) | D     | Osvaldo Barsottini   |
|    | Argentina (bandiera) | D     | Lucas Mauricio Busto |
|    | Argentina (bandiera) | D     | Raúl Damiani         |
|    | Argentina (bandiera) | D     | Alejandro Rébola     |
|    | Argentina (bandiera) | D     | Maximiliano Ortiz    |
|    | Argentina (bandiera) | D     | Juan Ignacio Sills   |
|    | Argentina (bandiera) | C     | Bruno Bianchi        |
|    | Argentina (bandiera) | C     | Franco Canever       |
|    | Argentina (bandiera) | C     | Leandro Coronel      |

| N. |                      | Ruolo | Calciatore          |
| -- | -------------------- | ----- | ------------------- |
|    | Argentina (bandiera) | D     | Abel Masuero        |
|    | Argentina (bandiera) | C     | Maximiliano Correa  |
|    | Argentina (bandiera) | C     | Hernán Encina       |
|    | Argentina (bandiera) | C     | Claudio Fileppi     |
|    | Argentina (bandiera) | C     | Alejandro Gagliardi |
|    | Argentina (bandiera) | C     | José Marino         |
|    | Messico (bandiera)   | C     | Mario Moreno        |
|    | Argentina (bandiera) | C     | Ezequiel Videla     |
|    | Argentina (bandiera) | C     | Gonzalo Bazán       |
|    | Argentina (bandiera) | A     | Marcelo Bergese     |
| 9  | Argentina (bandiera) | A     | Paulo Dybala        |
|    | Argentina (bandiera) | A     | Pablo Burzio        |
|    | Argentina (bandiera) | A     | Miguel Fernández    |
|    | Argentina (bandiera) | A     | Nicolás López Macri |